# Peugeot XM
Il Peugeot XM era un motore a scoppio prodotto dal 1968 al 1990 dalla Casa automobilistica francese Peugeot.

## Caratteristiche e versioni
Il motore XM era un motore da 1.8 litri nato per equipaggiare le versioni base della nota Peugeot 504 e in seguito anche le versioni base della sua erede, la 505.

Questo propulsore presentava le seguenti caratteristiche generali:
- architettura a 4 cilindri in linea;
- alesaggio e corsa: 84x81 mm;
- cilindrata: 1796 cm³;
- distribuzione a un albero a camme laterale con valvole in testa, aste e bilancieri;
- testata a due valvole per cilindro;
- albero a gomiti su 5 supporti di banco.

Di questo motore sono esistite alcune varianti che differivano tra loro per alcune significative caratteristiche e che vengono mostrate di seguito.
| Variante                     | Alimentazione                    | Rapporto di compressione | Potenza CV/rpm | Coppia Nm/rpm | Applicazioni                        | Anni di produzione |
| ---------------------------- | -------------------------------- | ------------------------ | -------------- | ------------- | ----------------------------------- | ------------------ |
| XM7                          | carburatore Solex 34             | 8,3                      | 83/5500        | 134/3000      | Peugeot 504 base                    | 1968-70            |
| XM7                          | carburatore Solex 34             | 8,3                      | 83/5500        | 134/3000      | Peugeot 504 L                       | 1971-80            |
| XM7                          | carburatore Solex 34             | 8,3                      | 83/5500        | 134/3000      | Peugeot 504 GR                      | 1980-83            |
| XM7                          | carburatore Solex 34             | 8,3                      | 83/5500        | 134/3000      | Peugeot 504 SR                      | 1980-82            |
| XM7                          | carburatore Solex 34             | -                        | 80/5500        | 142/2500      | Peugeot 505 1.8 GL / 1.8 GR         | 1983-851           |
| XM7                          | carburatore Solex 34             | 7,5                      | 73/5000        | 137/2500      | Peugeot 504 Commerciale             | 1972-76            |
| XM7                          | carburatore Solex 34             | 7,5                      | 73/5000        | 137/2500      | Peugeot 504 Break L                 | 1976-82            |
| XM7A                         | carburatore Solex 34             | 8,8                      | 90/5500        | 147/2750      | Peugeot 504 GT berlina              | 1970-71            |
| XM7A                         | carburatore Solex 34             | 8,8                      | 90/5500        | 147/2750      | Peugeot 504 Coupé 1.8               | 1970-71            |
| XM7A                         | carburatore Solex 34             | 8,8                      | 90/5500        | 147/2750      | Peugeot 504 Cabriolet               | 1970-71            |
| XM7A                         | carburatore Solex 34             | 8,8                      | 90/5500        | 147/2750      | Peugeot 505 1.8 GL / 1.8 GR         | 1985-90            |
| XM7-KF6                      | iniezione meccanica Kugelfischer | 8,35                     | 97/5600        | 137/3000      | Peugeot 504 1.8 Iniezione           | 1968-70            |
| XM7-KF6                      | iniezione meccanica Kugelfischer | 8,35                     | 97/5600        | 137/3000      | Peugeot 504 Coupé 1.8 Iniezione     | 1969-70            |
| XM7-KF6                      | iniezione meccanica Kugelfischer | 8,35                     | 97/5600        | 137/3000      | Peugeot 504 Cabriolet 1.8 Iniezione | 1969-70            |
| XM7-KF5                      | iniezione meccanica Kugelfischer | 8,35                     | 100/5500       | -             | Peugeot 504 GL                      | 1970-71            |
| XM7-KF5                      | iniezione meccanica Kugelfischer | 8,35                     | 100/5500       | -             | Peugeot 504 Coupé 1.8 Iniezione     | 1970-71            |
| XM7-KF5                      | iniezione meccanica Kugelfischer | 8,35                     | 100/5500       | -             | Peugeot 504 Cabriolet 1.8 Iniezione | 1970-71            |
| 1Non per il mercato francese |                                  |                          |                |               |                                     |                    |